# Liste landwirtschaftlicher Geräte und Maschinen
Die folgende Liste landwirtschaftlicher Geräte und Maschinen ist alphabetisch sortiert, wobei Synonyme und zum Hauptbegriff vergleichbare Gerätschaften auf diesen verweisen.
Siehe auch Kategorie:Landmaschine, Kategorie:Landwirtschaftliches Gerät und Kategorie:Gartengerät.
| - Abschiebewagen - Ackerwalze - Ballenpresse - Ballensammelwagen - Ballenwickelgerät - Balkenmäher - Beregnungsmaschine - Brennholzsäge - Bulldog - Butterfass - Cambridgewalze - Direktschneidwerk - Dreschflegel - Dreschmaschine, siehe auch Mähdrescher - Drillmaschine - Düngergabel - Düngerstreuer - Egge (Landtechnik) - Einachsschlepper - Elastrator - Feldspritze - Feldhäcksler - Fräse - Freischneider - Frontlader - Furchenstock - Futtermischwagen - Getreidetrocknung - Getreideschwinge, siehe Worfel - GPS Global Positioning System - Großpackenpresse, siehe Ballenpresse - Grubber - Güllefass - Güllepumpe - Güllemixer - Gurkenflieger - Gülleseparator | - Hacke - Hackstriegel - Hakenpflug - Heu- und Erntegutförderer - Heugabel - Heulader, siehe Ladewagen - Heuschwanz - Heutrocknung - Heuwender - Holzspalter - Hungerharke (Landtechnik) - Häcksler - Hopfenabreißgerät - Kantring - Kartoffellegemaschine - Kartoffelvollernter - Kartoffelroder - Kegelspalter - Kettensäge - Klappgreifer - Kornschwinge, siehe Worfel - Kreiselmäher - Kreiselwender, siehe Heuwender - Ladewagen - Mähbalken, siehe Balkenmäher - Mähdrescher - Mähmaschine - Melkbecher - Melkmaschine - Melkstand - Mistgabel - Miststreuer - Motorsense - Mulcher - Maishäcksler - Motorpflug - Packer - Pflanzmaschine - Pflug | - Räderpflug - Rechen - Reissetzmaschine - Rübenreinigungslader - Rübenroder - Saatbeetkombination - Sämaschine - Scherglied - Schlepper, siehe Traktor - Schüttelmaschine (Landwirtschaft) - Schwader - Schwadmäher - Schwadverleger - Seilwinde - Sense - Setzmaschine (Landwirtschaft) - Sichel - Siloblockschneider - Siloverteiler - Spaten - Spreizler, siehe Holzspalter - Sturzbunker - Teleskoplader - Tragpflug - Traktor - Transportanhänger - Trecker, siehe auch Traktor - Trieur - Traubenvollernter - Trommelmähwerk, siehe auch Kreiselmäher - Tiefenlockerer - Überladewagen - Viehtransporter - Viehtriebrahmen - Walze - Wasserpumpe - Weidelüfter - Worfel - Zettwender, siehe Heuwender - Zinkenrotor |